# Rosemount, Minnesota
Rosemount, Minnesota là một thành phố nằm ở quận thuộc tiểu bang Minnesota, Hoa Kỳ. Thành phố có diện tích km2, dân số theo ước tính năm 2008 của Cục điều tra dân số Hoa Kỳ là  người.

## Thông tin nhân khẩu
Theo điều tra dân số 2 năm 2000, thành phố đã có 14.619 người, 4.742 hộ gia đình, và 3.931 gia đình sống trong thành phố. Mật độ dân số là 434,2 người trên một dặm vuông (167.6/km ²). Có 4.845 đơn vị nhà ở mật độ trung bình của 143.9/sq mi (55.6/km ²). Cơ cấu chủng tộc của thành phố là 92,78% người da trắng, 2,03% người Mỹ gốc Phi, 0,30% người Mỹ bản xứ, 2,13% châu Á, 0,80% từ các chủng tộc khác, và 1,96% từ hai hoặc nhiều chủng tộc. Hispanic hay Latino thuộc một chủng tộc nào được 1,83% dân số.
Có 4.742 hộ, trong đó 52,4% có trẻ em dưới 18 tuổi sống chung với họ, 70,1% là đôi vợ chồng sống với nhau, 9,1% có nữ hộ và không có chồng, và 17,1% không lập gia đình. 13,0% của tất cả các hộ gia đình đã được tạo ra từ các cá nhân và 4,0% có người sống một mình 65 tuổi hoặc lớn tuổi hơn. Cỡ hộ trung bình là 3,08 và cỡ gia đình trung bình là 3,38.
Dân số thành phố đã được trải ra với 35,1% ở độ tuổi dưới 18, 6,3% 18-24, 36,5% 25-44, 16,8% từ 45 đến 64, và 5,4% từ 65 tuổi trở lên người. Độ tuổi trung bình là 31 năm. Đối với mỗi 100 nữ có 99,1 nam giới. Đối với mỗi 100 nữ 18 tuổi trở lên, có 96,6 nam giới.
Thu nhập trung bình cho một hộ gia đình trong thành phố là $ 65.916, và thu nhập trung bình cho một gia đình là $ 68,929 (các con số này đã tăng lên 83.826 $ và 90.644 $ tương ứng là của một ước tính năm 2007). Phái nam có thu nhập trung bình $ 45.567 so với 33.247 $ cho phái nữ. Thu nhập bình quân đầu người của thành phố là 23.116 $. Khoảng 2,2% của các gia đình và 3,3% dân số sống dưới mức nghèo khổ, trong đó có 3,2% của những người dưới 18 tuổi và 6,8% của những người 65 tuổi hoặc hơn.